# Battaglia di Stoke Field
La battaglia di Stoke Field, avvenuta il 16 giugno 1487, fu l'ultima battaglia della guerra delle Due Rose. Tuttavia, secondo alcuni storici, è la battaglia di Bosworth Field, avvenuta due anni prima, l'ultimo vero scontro di questo conflitto.

## Il pretendente
Enrico VII d'Inghilterra ebbe il trono grazie alla Casa di Lancaster (Casato dei Tudor), e cercò di ottenere l'accettazione da parte della fazione dei York dal suo matrimonio con la loro erede, Elisabetta di York, ma il suo potere non era del tutto sicuro. Il rappresentante del Casa di York era il primo cugino della regina, Edoardo, Conte di Warwick (figlio di Giorgio, duca di Clarence). Questo ragazzo venne rinchiuso nella torre di Londra.
Un impostore che affermava di essere Edoardo, il cui vero nome era Lambert Simnel, catturò l'attenzione di John de la Pole, I conte di Lincoln, anche se apparentemente riconciliato con il re Tudor, aveva preteso sul trono, inoltre, l'ultimo Plantageneto, Riccardo III d'Inghilterra, lo aveva nominato come suo erede reale. Anche se probabilmente non aveva dubbi sulla vera identità di Simnel, Lincoln vide un'opportunità per vendicarsi.
Dopo essere fuggito dalla corte d'Inghilterra il 19 marzo 1487, Lincoln si recò alla corte di Malines da sua zia, Margherita, duchessa di Borgogna. Margherita gli fornì un sostegno finanziario e militare, sotto forma di 1500 mercenari tedeschi, con il comandante veterano, Martin Schwartz. Giovanni venne raggiunto da un certo numero di Lord inglesi ribelli a Mechelen, in particolare i fedelissimi sostenitori di Riccardo III, Lord Lovell, sir Richard Harleston, ex governatore di Jersey e David Thomas, un capitano della guarnigione inglese a Calais.

## La ribellione degli York
La flotta degli York arrivò a Dublino il 4 maggio 1487. Con l'aiuto di Gerald FitzGerald, ottavo conte di Kildare, e anche del lord cancelliere d'Irlanda, Lincoln reclutò 4 500 mercenari irlandesi, per lo più Kern: equipaggiati con una corazza leggera, gli irlandesi erano però una fanteria molto mobile. Con il sostegno della nobiltà e del clero irlandese, Lincoln incoronò il pretendente Lambert Simnel come "Re Edoardo VI" a Dublino il 24 maggio 1487. Anche se un Parlamento era stato chiamato per il nuovo "re", Lincoln non aveva alcun'intenzione di rimanere a Dublino e invitò l'esercito e Simnel a salpare per il nord Lancashire.
Al momento dello sbarco il 4 giugno 1487, Lincoln venne raggiunto da un certo numero di signori locali guidati da Sir Thomas Broughton. Così, l'esercito di York, ormai raggiunse circa 8 000 uomini, facendo oltre 200 miglia in cinque giorni. La notte del 10 giugno, a Bramham Moor, al di fuori di Tadcaster, Lovell guidò 2 000 uomini in un attacco notturno contro i 400 Lancaster, guidati da Lord Clifford. Il risultato fu una schiacciante vittoria degli York.
Lincoln poi attaccò l'esercito settentrionale del re Enrico, sotto il comando di Henry Percy, il 12 giugno. Il lord Scrope si ritirò verso nord, prendendo l'esercito di Northumberland con lui. Lincoln e l'esercito principale continuarono ad andare verso sud. Fuori Doncaster, Lincoln incontrò la cavalleria dei Lancaster sotto il comando di lord Scales. Seguirono tre giorni di schermaglie attraverso la foresta di Sherwood. Lincoln fu costretto da Scales a tornare a Nottingham. Tuttavia, i combattimenti avevano rallentato l'avanzata York in misura sufficiente a consentire al re Enrico di ricevere rinforzi consistenti, sotto il comando del Lord Strange a Nottingham il 14 giugno.
Il 15 giugno, il re Enrico cominciò a muoversi verso nord-est di Newark, dopo aver ricevuto notizia che Lincoln aveva attraversato il Trent. Alle nove del mattino circa del 16 giugno, le truppe del re Enrico andarono in avanti, incontrando l'esercito York, assembrandosi in un unico blocco, su un ciglio di una collina, circondati su tre lati dal Trent presso il villaggio di East Stoke. In un'inusuale manovra militare, gli York cedettero immediatamente il terreno. La battaglia fu aspra e durò più di tre ore, ma alla fine, le truppe irlandesi vennero battute.
I mercenari tedeschi e svizzeri furono in grado di ritirarsi mentre tutti i comandanti degli York: Lincoln, FitzGerald, Broughton e Schwartz morirono combattendo. L'unico a fuggire fu lord Lovell e secondo la leggenda, morì nascondendosi in una stanza segreta a casa sua. Simnel venne catturato, ma fu graziato da Enrico in un gesto di clemenza che lo fece passare alla storia, e ciò anche in considerazione della sua giovane età: Simnel nel 1487 doveva avere circa dieci anni; inoltre Enrico si accorse che Simnel era solo un fantoccio per gli York.